# Lieven de Key-penning
Lieven de Key-penning is een cultuurprijs die jaarlijks sinds 2009 wordt uitgereikt door de gemeente Haarlem. De penning is vernoemd naar de eerste Haarlemse stadsbouwmeester, Lieven de Key en wordt jaarlijks aan een persoon of organisatie uitgereikt die zich verdienstelijk heeft gemaakt op het gebied van monumentenzorg, architectuur of stedenbouw.
Naast een prijs die door de jury wordt bekend gemaakt wordt er jaarlijks ook een publieksprijs uitgereikt.
De eerste prijs werd in 2009 uitgereikt aan het Teylers Museum.

## Uitreikingen
| Jaar | Thema | Winnaar | Genomineerden | Noten         |  |
| ---- | --- | --- | --- | ------------- |  |
| 2023 | Architectuur                                                                                              | - Woongebouw De Scheepmaker (VOA, Joeri van Ommeren), (juryprijs) - Rudolf Steiner College en school (Atelier PRO) (publieksprijs) | Raaks III (Geurst & Schulze), Woning Houtmarkt (Laura Alvarez), Woongebouw De Scheepmaker (VOA, Joeri van Ommeren), Bedrijfsgebouw ABI (RoosRos Architects), Smart Dock (Koschuch Architects), Woongebouw Factory (Elephant Studio), Gymzaal De Wijzer (BOP Architecten), Rudolf Steiner College en school (Atelier PRO), Woningbouw Hof van Leijh (FARO), Woningbouw Rozenprieel (M3H Architecten). |               |  |
| 2022 | Betekenis die het gerenoveerde gebouw toevoegt aan de leefbaarheid van de stad, met oog voor duurzaamheid | - De Koepel (jury- en publieksprijs)                                                                                               | Koepel Bellevue (Annefloor Schlotter/Ruth Jongsma); Tuinwijk Zuid (Archivolt Architecten); Woningen Braillelaan (HP architecten); Noord-Hollands Archief (Joop Slangen architecten / Martin Busker); Pieter Teylershuis (TPAHG architecten); Gonnetstraat (HER architecten); De Koepel (Architectenbureau J. van Stigt); Museum van de Geest (Verlaan & Bouwstra Architecten); Meterhuiscomplex (KOW architecten / Max van Aerschot architect urbanist); Bavodorp (Loco Motief).                                                                                    |               |  |
| 2020 | Openbare Ruimte Groen Stedenbouw                                                                          | - Entree Oost Vijverpark (publieksprijs)                                                                                           | Entree Oost Vijverpark (Pim Vervuren, Blau / Jos van Eldonk, Common Affairs) · Boerhaavewijk Noord (Pieter Jannink, Must) · De Keizer (Paul Swagerman, ZUS) · Europaweg Zuid (gemeente Haarlem/Bonotraffics) · IJslandpark (JvdTillaart/RvSplunter, gemeente Haarlem) · Entree West (Jos van Eldonk, Common Affairs) · Figeebrug (Rutger Wirtz, IPV Delft) · Scheepmakerskwartier (Adriaan Mout, Jurriaan van Stigt, Marianne Loof, LEVS architecten) · De Esplanade (Martijn Al / René Kuiken)                                                                     |               |  |
| 2019 | Architectuur                                                                                              | - Renovatie de Molenwiek (juryprijs) - Clubhuis Rugbyclub Haarlem (publieksprijs)                                                  | Renovatie de Molenwiek (Gus Tielens, korth tie-lens architecten) · Clubhuis Rugbyclub Haarlem (Diederik Dam, Dam & Partners) · IJslandpark · De Groene Linten · De Componiste · De Dakkas · Scheepmakerskwartier · Twister en Tango · De Wijzer · De Houtwachters | [ 4 ] [ 5 ]   |  |
| 2018 | Monumentenzorg                                                                                            | - Huis Barnaart (juryprijs) - Rijkskweekschool (publieksprijs)                                                                     | Huis Barnaart (Ann-Katrin Adolph, Hendrick de Keyser) · Rijkskweekschool (Suzanne Ellis, Koning Ellis Architecten)· Haarlemmerhout Theater · Mons Aurea · Hof van Egmond · Grote Houtstraat 70 · Trou Moet Blijcken · De Ripper · Spaarne 23 · Ottomania | [ 6 ]         |  |
| 2017 | Openbare Ruimte Groen Stedenbouw                                                                          | - Haarlemmer Kweektuin (juryprijs) - Groene Schooltuinen (publieksprijs)                                                           | Haarlemmer Kweektuin (Henri van Bennekom) · Groene Schooltuinen (Diana Bakboord, Gemeente Haarlem) | [ 7 ]         |  |
| 2016 | Architectuur                                                                                              | - Villa Euverman - Hof van Dumont                                                                                                  | Villa Euverman (Mopet architecten) · Hof van Dumont (Robert Bolhuis) | [ 8 ]         |  |
| 2015 | Monumentenzorg                                                                                            | - Het Seinwezen (juryprijs) - Villa Uyt den Bosch (publieksprijs)                                                                  | Het Seinwezen (Baud Schoenmaeckers) · Villa Uyt den Bosch (Ritzen Architecten) | [ 9 ]         |  |
| 2014 | Openbare Ruimte Groen Stedenbouw                                                                          | - Huis van Hendrik (jury- en publieksprijs)                                                                                        | Deo Neo · Marsmanplein · herprofilering Spaarndamseweg · de Griffietuin/paviljoen Welgelegen · herprofilering Haarlemmerhout/Hildebrand Monument · Johan Limpersplantsoen · Huis van Hendrik (Merijn de Jong,heren 5 architecten) · Simon Vestdijkpark · herinrichting Turfmarkt/Spaarne · Burgemeester Reinaldapark | [ 10 ] [ 11 ] |  |
| 2013 | Architectuur                                                                                              | - Sterrencollege (juryprijs) - Slauerhoff Complex (publieksprijs)                                                                  | Sterrencollege (Sylvie Beugels, Mecanoo Architecten) · Slauerhoff Complex (Vera Yanovshtchinsky, ism Pré Wonen) |               |  |
| 2012 | Monumentenzorg                                                                                            | - Rechtbank Jansstraat (juryprijs) - Bakenesserkerk (publieksprijs)                                                                | Rechtbank Jansstraat (Jan Bakers Architecten) · Bakenesserkerk (Martin Busker, Gemeente Haarlem) | [ 12 ]        |  |
| 2011 | Openbare Ruimte Groen Stedenbouw                                                                          | - Schoolenaer (juryprijs) - Ripperdakazerne (publieksprijs)                                                                        | Ripperda Kazerne, 2011 (Christine de Ruijter AWG/ Pim Vervuren, Elberfeld) · Droste-terrein, 2006 (DKV-architecten/Buro Hosper) · Maria Stichting, 2011 (ATA/Hollands groen) · Raaks, 2011 (Urbis stadsontwerp/gemeente Haarlem)· Spaarnoog, 2005 (Taneja Hartsuyker) · Schoolenaer/Paswerk, 2006 (Architectuurstudio Herman Hertzberger/Quadrat) · Meerwijk-centrum, 2007 (B + B architecten) · Oude Groenmarkt/Damstraat, 2009 (gemeente Haarlem) · Wilsonsplein, 2009 (Erick van Egeraat/gemeente Haarlem) · Bolwerken (Copijn landschapsarch./gemeente Haarlem) | [ 13 ]        |  |
| 2010 | Architectuur                                                                                              | - verbouwing Philharmonie (juryprijs) - De Korrels (publieksprijs)                                                                 | verbouwing Philharmonie (Frits van Dongen); De Korrels (Abbink x De Haas Architecten) |               |  |
| 2009 | Monumentenzorg                                                                                            | - Teylers Museum | | [ 3 ]         |  |